# NGC 294
NGC 294 je otvoreni skup u zviježđu Tukanu.

## Vanjske poveznice
- SEDS: NGC 0294